# Canoa/kayak ai Giochi della XV Olimpiade - K1 500 metri femminile
La competizione del K1 500 metri femminile di Canoa/kayak ai Giochi della XV Olimpiade si è disputata il giorno 28 luglio 1952 al bacino del Taivallahti a Helsinki.

## Programma
| Data           | Ora   | Round    | Note                 |
| -------------- | ----- | -------- | -------------------- |
| 28 luglio 1952 | 10:00 | Batterie | Le prime 3 in finale |
| 28 luglio 1952 | 17:00 | Finale   |                      |

## Risultati

### Batterie
| Pos. | Atleta                  | Nazione   | Tempo  |
| ---- | ----------------------- | --------- | ------ |
| 1    | Sylvi Saimo             | Finlandia | 2'20"1 |
| 2    | Gertrude Liebhart       | Austria   | 2'20"6 |
| 3    | Cecília Hartmann-Berkes | Ungheria  | 2'23"8 |
| 4    | Éva Marion              | Francia   | 2'24"2 |
| 5    | Anna-Lisa Ohlsson       | Svezia    | 2'28"3 |

| Pos. | Atleta           | Nazione          | Tempo  |
| ---- | ---------------- | ---------------- | ------ |
| 1    | Nina Savina      | Unione Sovietica | 2'22"1 |
| 2    | Bodil Svendsen   | Danimarca        | 2'24"9 |
| 3    | Marta Kroutilová | Cecoslovacchia   | 2'27"1 |
| 4    | Shirley Ascott   | Gran Bretagna    | 2'34"4 |

| Pos. | Atleta                      | Nazione     | Tempo  |
| ---- | --------------------------- | ----------- | ------ |
| 1    | Alida van der Anker-Doedens | Paesi Bassi | 2'24"4 |
| 2    | Josefa Köster               | Germania    | 2'26"2 |
| 3    | Therese Zenz                | Saar        | 2'26"9 |
| 4    | Elsa Sidler                 | Svizzera    | 2'43"1 |

| Pos.    | Atleta                      | Nazione          | Tempo  |
| ------- | --------------------------- | ---------------- | ------ |
| Oro     | Sylvi Saimo                 | Finlandia        | 2'18"4 |
| Argento | Gertrude Liebhart           | Austria          | 2'18"8 |
| Bronzo  | Nina Savina                 | Unione Sovietica | 2'21"6 |
| 4       | Alida van der Anker-Doedens | Paesi Bassi      | 2'22"3 |
| 5       | Bodil Svendsen              | Danimarca        | 2'22"7 |
| 6       | Cecília Hartmann-Berkes     | Ungheria         | 2'23"0 |
| 7       | Marta Kroutilová            | Cecoslovacchia   | 2'23"8 |
| 8       | Josefa Köster               | Germania         | 2'25"9 |
| 9       | Therese Zenz                | Saar             | 2'27"9 |